# Statistics Belgium

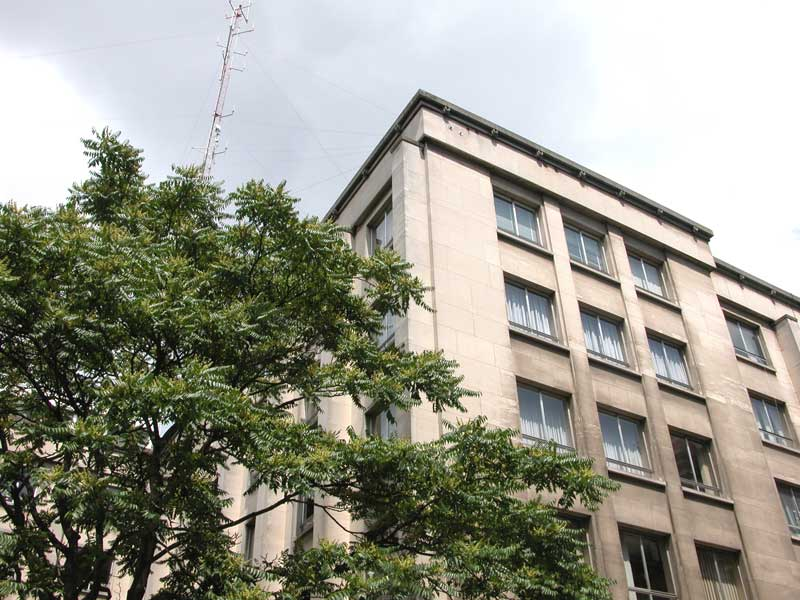
Sede do instituto em Bruxelas

Statistics Belgium é a principal instituição estatística oficial da Bélgica.
A instituição realiza inquéritos às famílias e às empresas na Bélgica, opera bases administrativas existentes, publica estudos, envia os dados para o governo belga, instituições belgas e para organizações internacionais (principalmente o Eurostat) e também presta informações estatísticas e aconselhamentos. O Statistics Belgium é também o ponto de contato oficial belga às instituições internacionais como o Eurostat e o OCDE.